# 聖ヨハネ23世 平和の教皇
『聖ヨハネ二十三世　平和の教皇』（Papa Giovanni - Ioannes XXIII ）は、2002年に製作されたイタリアのテレビ映画。監督はジョルジオ・カピターニ。音楽はマルコ・フリジーナが担当。2部構成で第1部は少年時代から教皇ヨハネ23世誕生までを、第2部は平和の実現者と呼ばれた教皇の生涯を描く。日本未公開。2016年に「聖ヨハネ23世 平和の教皇日本語字幕版DVD」が製作された。

## あらすじ
教皇ピオ12世逝去の知らせが届き、ベニス総大司教であったアンジェロ・ジュゼッペ・ロンカッリ枢機卿はコンクラーベ(教皇選挙)のためローマへ旅立つ。そして、自分の半生を回想する。コンクラーベでは枢機卿たちの思惑で選挙が難航したが、ロンカッリが教皇に選ばれヨハネ23世が誕生する。教皇ヨハネ23世はバチカンの古い体質を刷新してゆく。第二次世界大戦後の東西冷戦時代の中にあって、世界平和に向けて400年ぶりに第2バチカン公会議を開催する。キューバ危機の際には、教皇の平和への訴えが核戦争を回避させた。「平和の教皇」と呼ばれ、対話の大切さを説き温かい人柄で世界中から慕われた。5年にも満たない在位期間での活躍、回勅『地上の平和』を公布してから約2カ月後に死去するまでが描かれている。

## キャスト
- アンジェロ・ジュゼッペ・ロンカッリ：エドワード・アズナー
- 若き日のアンジェロ・ジュゼッペ・ロンカッリ：マッシモ・ギーニ（イタリア語版）
- アルフレド・オッタヴィアーニ枢機卿：クロード・リッチ（イタリア語版）
- ドメニコ・タルディーニ：ミヒャエル・メンドル
- ラディニ・テデスキー：フランコ・インテルレンギ（イタリア語版）